# Iwan I Crnojević
Iwan I Crnojević (serb. Иван Црноjeвић) – władca średniowiecznej krainy Zety w latach 1465–1490. Z pochodzenia był Czarnogórcem z dynastii Crnojewiciów. Był zwany Iwanem Czarnym. 

## Objęcie władzy i rządy
Iwan objął władzę w 1465 roku po śmierci swojego ojca Stefana, pierwszego władcy księstwa Zety z rodu Crnojevićów. Stefan z pomocą Wenecji, której częściowe zwierzchnictwo oficjalnie uznał w 1455 roku, zdołał powstrzymać napór Turków aż do swojej śmierci. Państwo tureckie pod rządami Mehmeda pozostawało głównym zagrożeniem dla niepodległości Zety również za rządów Iwana. W 1468 roku Turcy pokonali go i zmusili do udania się na wygnanie, opanowując przejściowo Czarnogórę. W 1481 Iwan, wykorzystując niepokoje w państwie tureckim po śmierci Mehmeda, odzyskał Czarnogórę, musiał jednak uznać zwierzchność lenną sułtana Bajazyda II i oddać swojego syna jako zakładnika. Iwan aż do śmierci pozostał zależny od sułtana.

## Śmierć i upadek Zety
Iwan umarł w 1490 roku, a władzę po nim przejął jego syn Đurađ IV Crnojević. Wsławił się on założeniem w 1493 pierwszej na terenach późniejszej Jugosławii drukarni. Drugi syn Iwana, Stefan, również dążył do przejęcia schedy po ojcu, co spowodowało konflikt pomiędzy braćmi. Starcia wewnątrzdynastyczne wykorzystali Turcy, którzy początkowo zmusili Jerzego do ucieczki i osadzili na tronie Stefana, a następnie, w 1499 roku, podbili księstwo Zety, ostatnie niezależne terytorium na obszarze dzisiejszej Serbii. Podbój ten rozpoczął kilkusetletni okres pełnej zależności Czarnogóry od Imperium Osmańskiego.